# 巴基斯坦—美国关系
巴基斯坦－美国关系指的是巴基斯坦与美国之间的外交关系。两国于1947年建交，冷战期间，巴美关系密切。此后，巴基斯坦因核试验和政变招致美国制裁。九一一袭击事件后，美国政府经常指责巴基斯坦一方面参加国际反恐战争，另一方面卻暗中包庇多個恐怖組織。尽管如此，巴基斯坦自2002年以来仍一直是美国主要的非北约盟友。
近年来，随着中美关系的急剧恶化，和美印战略伙伴关系的强化，巴美两国逐渐疏远，巴基斯坦亦逐漸向中華人民共和國靠攏。

## 冷战期间
1958年巴基斯坦军事政变后，阿尤布·汗改变了原来的不结盟立场，改为亲西方，先后加入了中央条约组织和东南亚条约组织，并在中美关系正常化时发挥了中介作用。随着苏联入侵阿富汗，其在资助阿富汗圣战者中也起到关键作用。然而随着苏联解体和冷战结束，巴基斯坦的地缘政治作用下降，美巴关系随之冷却。

## 冷战结束后的关系

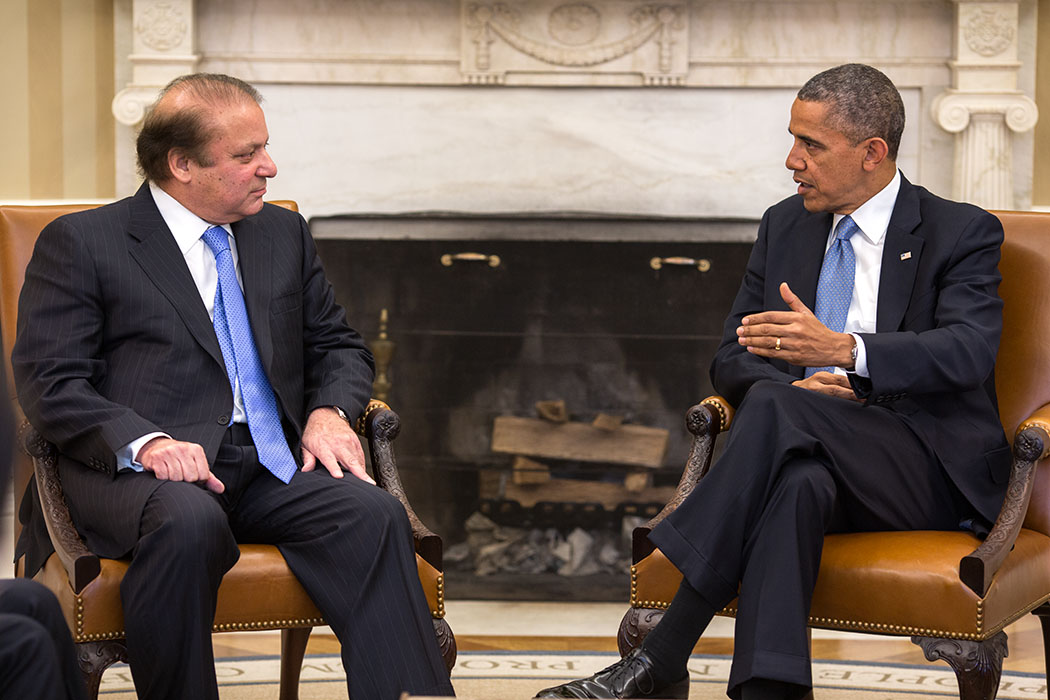
2013年10月23日巴基斯坦总理纳瓦兹·谢里夫在椭圆形办公室与美国总统贝拉克·奥巴马会面

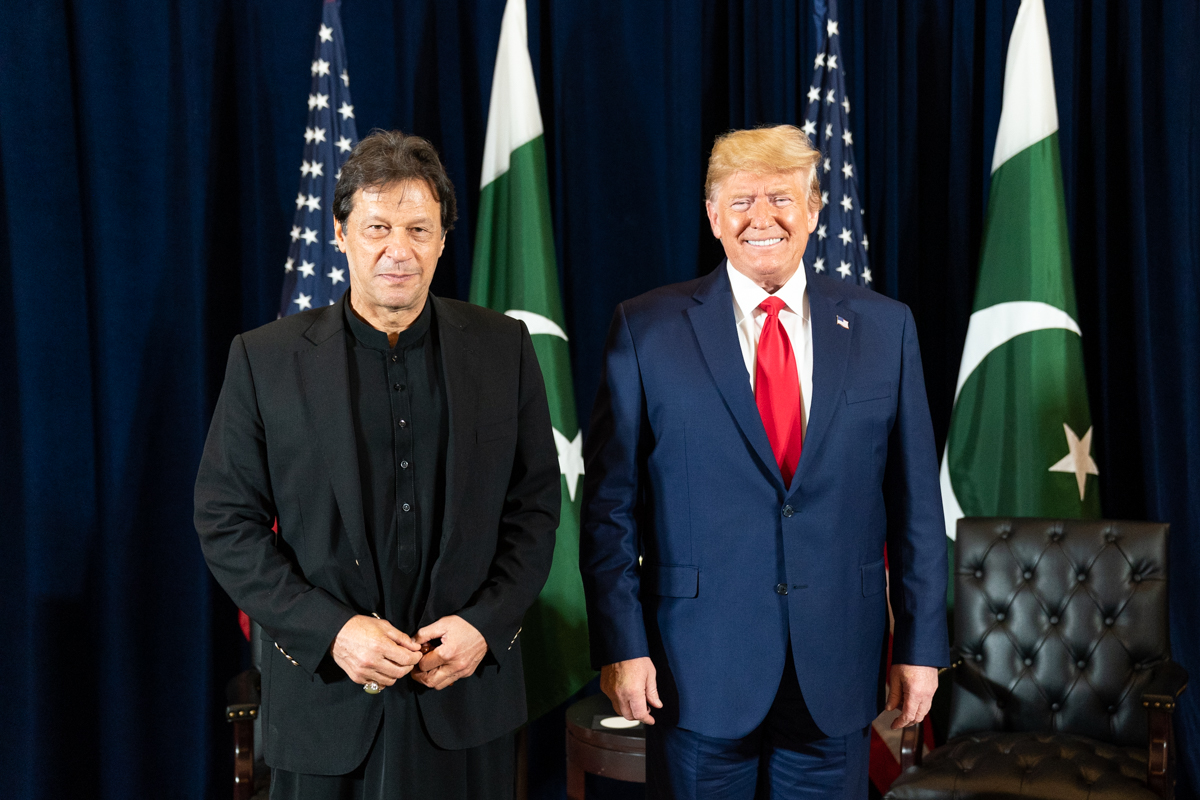
2019年9月23日巴基斯坦总理伊姆兰·汗在纽约与美国总统唐纳德·特朗普会面

911事件发生后，穆沙拉夫领导的巴基斯坦军方随即加入了美国领导的反恐战争，为北约提供到阿富汗的补给路线。總計布什政府曾向巴基斯坦提供共124亿美元援助。奥巴马政府的援助則超过210亿美元。
2009年10月，美国奥巴马政府推出5年内向巴基斯坦提供75亿美元援助的“克里-卢格法案”。两国建立战略对话机制。
2011年奥萨马·本·拉登在巴基斯坦境內被美軍擊斃後，巴基斯坦逮捕涉嫌協助美國人確定本·拉登行蹤的醫生沙基勒·阿夫里迪，並以「叛國罪」等罪名判處其入獄33年（其叛國罪定罪其後被推翻，刑期亦最終被縮減至23年），引起美國不滿。2015年美國不滿巴基斯坦在反恐戰爭中作戰不力，拒絕支付三億美元的軍援，作為對巴基斯坦的懲罰。
2018年1月1日，美國總統唐納·川普在推特上寫道：「美国在过去15年愚蠢地给了巴基斯坦超过330亿美元的援助，而他们除了谎言和欺骗什么也没有给我们，把我们的领导人们当傻子。他们向我们在阿富汗搜捕的恐怖分子提供庇护所，没帮到什么忙。不会再有了！」随后美国国务院终止了对巴基斯坦的所有军事援助。
随着2021年美军完全撤出阿富汗和塔利班掌权，巴基斯坦时任总理伊姆兰·汗表示“阿富汗人打破了奴隶制的枷锁”，伊姆兰·汗还多次公开批评美国“反恐战争”给巴基斯坦造成的伤害。而伊姆兰·汗在俄罗斯入侵乌克兰前夕到访克里姆林宫，使得美国拜登政府和巴基斯坦的关系更加冷淡。在之后的巴基斯坦政治危机中，拜登政府还被指控策划了颠覆伊姆兰·汗政府的阴谋。随着两国关系渐行渐远，拜登还称巴基斯坦是“世界上最危险的国家”。美国总统拜登和印度总理莫迪在联合声明中也要求巴基斯坦对跨境恐怖主义负责。2023年泄漏的美国情报文件显示，在一份名为“巴基斯坦的艰难选择”的内部备忘录中，巴基斯坦高级外交官希娜·拉巴尼·哈爾警告说，伊斯兰堡“不能再试图在中国和美国之间保持中间立场”，并表示维护巴基斯坦与美国伙伴关系的本能最终会牺牲她认为与中国“真正战略伙伴关系”的全部利益。

## 外部連結
- U.S. Foreign Aid by Country （页面存档备份，存于）